# Bönhamn
Bönhamn är ett tidigare fiskeläge på Höga kusten i Nordingrå socken i Kramfors kommun i Ångermanland. 
Bönhamn var sedan 1600-talet en så kallad Gävlebohamn där Gävlefiskarna höll till. Hamnviken skyddas från hög sjö av öarna Navarn, Furan och Höglosmen. Idag är det en gästhamn och sommartid färjeläge varifrån turbåtarna till Högbonden utgår. 
På Höglosmen uppförde Gävlefiskarna ett fiskekapell år 1659 som i början av 1800-talet transporterades till fastlandet och återuppfördes i Bönhamn. Bönhamns kapell är mycket välbevarat och ett av norrlandskustens äldsta kapell.
I Bönhamn står de röda fiskebodarna tätt intill varandra. Bakom dem finns fortfarande gamla gistvallar som minner om tiden då fisket var den huvudsakliga näringen. 